# يكة خطيرة
يكة خطيرة (الاسم العلمي:Yucca periculosa) هي نوع من النباتات تتبع جنس اليكة من الفصيلة الهليونية.